# Retimohnia frielei
Retimohnia frielei is een slakkensoort uit de familie van de Buccinidae. De wetenschappelijke naam van de soort is voor het eerst geldig gepubliceerd in 1891 door Dall.